# 自相 (佛教)
自相（巴利語：salakkhaṇa、sabhāva-lakkhaṇa），舊譯自然，佛教術語，指個別的法，與其他法不同的形相。這個術語源自古印度哲學。自相是各個法，外顯、能被觀察到的特徵，而其內在性質，為自性。

## 概論
在佛教哲學中，相指的是外顯的形像，或是屬性。世間一切的事物，皆可以被概稱為法。舉例而言，鹽是一種色法，其外形（晶體），顏色（白色），味道（鹹）等，能被人認識了解的外在特徵，稱為鹽的相。加上sav（自己的），代表這是只屬於某個特定法的相，稱為自相。相對於自相，所有的法的共通形相，稱共相。
自相的概念與用法，類似於古希臘哲學中的殊相。